# Villers-sous-Prény
Pour les articles homonymes, voir Villers.
Villers-sous-Prény est une commune française située dans le département de Meurthe-et-Moselle, en région Grand Est. Le territoire de ce village fait partie du parc naturel régional de Lorraine.

## Géographie

### Localisation
Village sur le Trey, à 57 kilomètres N.-N.-O. de Nancy, chef-lieu de l'arrondissement, 7 kilomètres N.-O. de Pont-à-Mousson, chef-lieu du canton.

### Hydrographie

#### Réseau hydrographique
La commune est dans le bassin versant du Rhin au sein du bassin Rhin-Meuse. Elle est drainée par le ruisseau de Trey et le ruisseau du Neuf Moulin,.

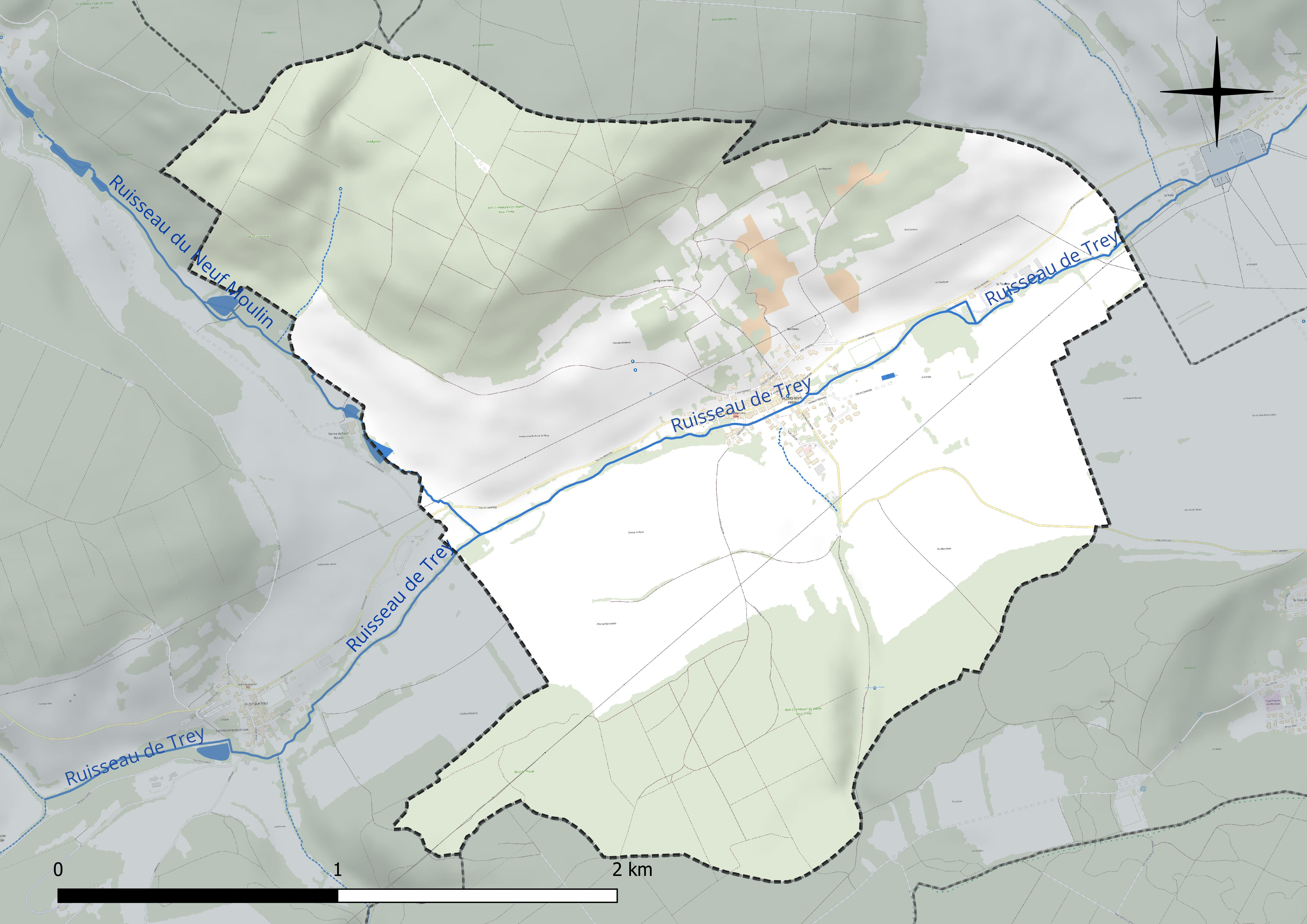
Réseau hydrographique de Villers-sous-Prény.

#### Gestion et qualité des eaux
Le territoire communal est couvert par le schéma d'aménagement et de gestion des eaux (SAGE) « Rupt de Mad, Esch, Trey ». Ce document de planification concerne les bassins versants du Rupt de Mad, de l’Esch et du Trey. Le périmètre a été arrêté le 2 juin 2014, la commission locale de l'eau (CLE) a été créée le 20 juin 2017, puis modifiée le 26 mars 20210. La structure porteuse de l'élaboration et de la mise en œuvre est le Parc naturel régional de Lorraine. 
La qualité des cours d’eau peut être consultée sur un site dédié géré par les agences de l’eau et l’Agence française pour la biodiversité. 

### Climat
Pour des articles plus généraux, voir Climat du Grand Est et Climat de Meurthe-et-Moselle.
En 2010, le climat de la commune est de type climat des marges montargnardes, selon une étude du Centre national de la recherche scientifique s'appuyant sur une série de données couvrant la période 1971-2000. En 2020, Météo-France publie une typologie des climats de la France métropolitaine dans laquelle la commune est exposée à un climat semi-continental et est dans la région climatique  Lorraine, plateau de Langres, Morvan, caractérisée par un hiver rude (1,5 °C), des vents modérés et des brouillards fréquents en automne et hiver. 
Pour la période 1971-2000, la température annuelle moyenne est de 9,6 °C, avec une amplitude thermique annuelle de 16,3 °C. Le cumul annuel moyen de précipitations est de 846 mm, avec 12,6 jours de précipitations en janvier et 8,8 jours en juillet. Pour la période 1991-2020, la température moyenne annuelle observée sur la station météorologique de Météo-France la plus proche, « Nonsard », sur la commune de Nonsard-Lamarche à 17 km à vol d'oiseau, est de 10,7 °C et le cumul annuel moyen de précipitations est de 690,8 mm. 
La température maximale relevée sur cette station est de 40,1 °C, atteinte le 25 juillet 2019 ; la température minimale est de −17 °C, atteinte le 1er mars 2005,,. 
Les paramètres climatiques de la commune ont été estimés pour le milieu du siècle (2041-2070) selon différents scénarios d'émission de gaz à effet de serre à partir des nouvelles projections climatiques de référence DRIAS-2020. Ils sont consultables sur un site dédié publié par Météo-France en novembre 2022.

## Urbanisme

### Typologie
Au 1er janvier 2024, Villers-sous-Prény est catégorisée commune rurale à habitat dispersé, selon la nouvelle grille communale de densité à sept niveaux définie par l'Insee en 2022.
Elle est située hors unité urbaine. Par ailleurs la commune fait partie de l'aire d'attraction de Metz, dont elle est une commune de la couronne,. Cette aire, qui regroupe 245 communes, est catégorisée dans les aires de 200 000 à moins de 700 000 habitants,.

### Occupation des sols
L'occupation des sols de la commune, telle qu'elle ressort de la base de données européenne d’occupation biophysique des sols Corine Land Cover (CLC), est marquée par l'importance des territoires agricoles (56 % en 2018), une proportion identique à celle de 1990 (56 %). La répartition détaillée en 2018 est la suivante : forêts (28,8 %), terres arables (24,3 %), prairies (18,9 %), milieux à végétation arbustive et/ou herbacée (15,2 %), zones agricoles hétérogènes (12,8 %). L'évolution de l’occupation des sols de la commune et de ses infrastructures peut être observée sur les différentes représentations cartographiques du territoire : la carte de Cassini (XVIIIe siècle), la carte d'état-major (1820-1866) et les cartes ou photos aériennes de l'IGN pour la période actuelle (1950 à aujourd'hui).

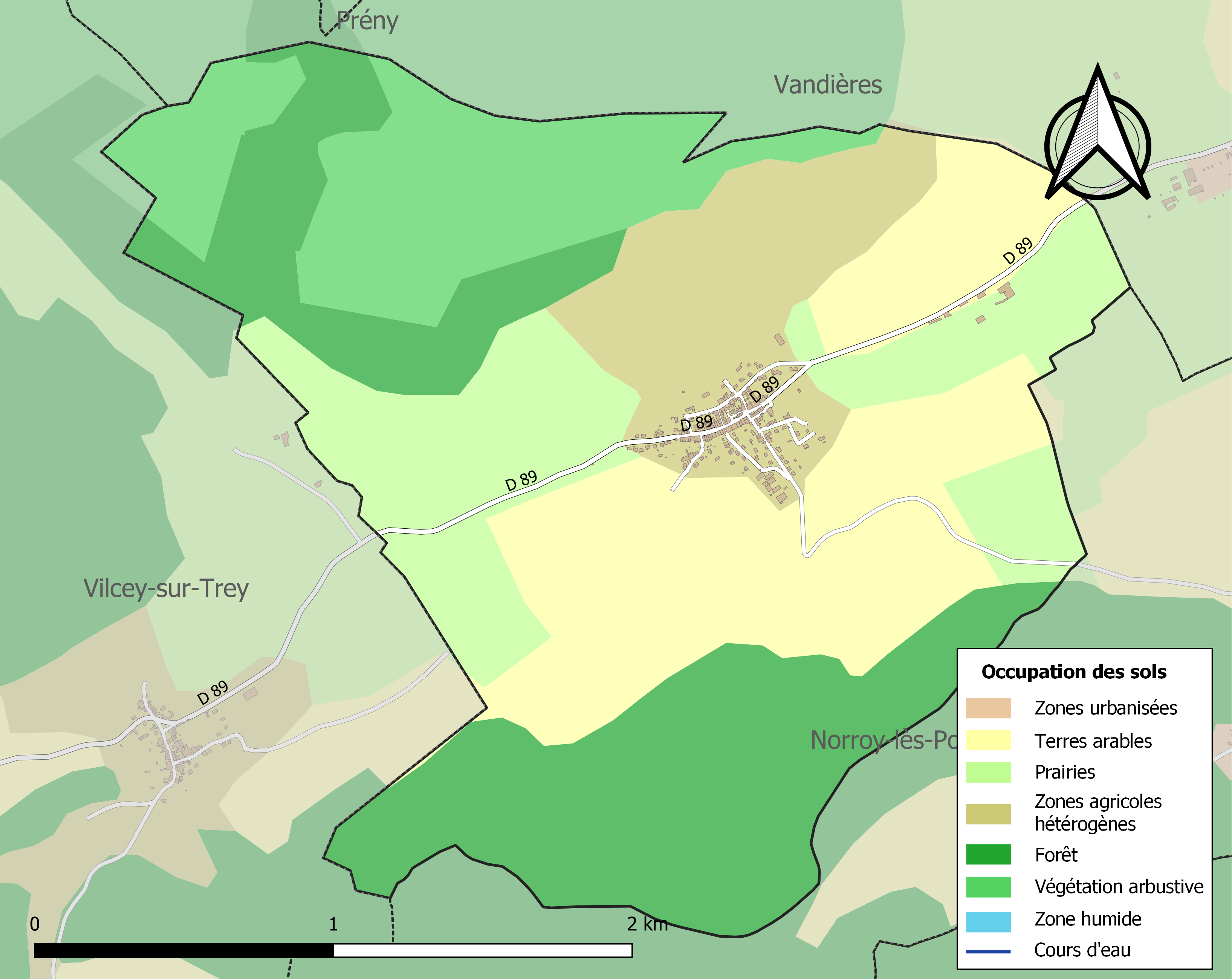
Carte des infrastructures et de l'occupation des sols de la commune en 2018 (CLC).

## Toponymie
Le nom de la localité est attesté sous les formes Villare (977) ; Petrus de Baruncort advocatus de Villers (1138) ; Villers-desoubz-Prigney (1433) ; Villers-devers-Priney (1477) ; Viller-darier-Prinei (1483) ; Viller (1546) ; Villey-soubz-Pregney (1559).

Au cours de la Révolution française, la commune porte le nom de Villers-et-Rupt.

Du bas latin villare « domaine rural ».
La préposition « sous » permet de se situer par rapport à une ville voisine. La commune de Villers indique qu'elle se situe « sous » Prény, au Sud-Est.

## Histoire

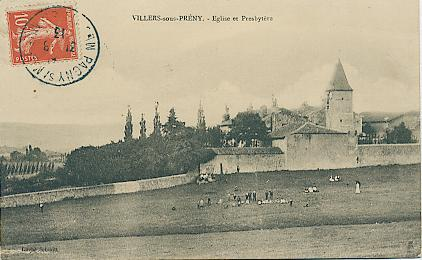
L'église et le château vers 1910.

On peut voir au Musée lorrain à Nancy un biface taillé en silex trouvé au XIXe siècle sur le territoire de cette commune. Des fragments de meule en basalte de l'Eiffel ainsi que des tessons de poterie sigillée témoignent d'une occupation à l'époque gallo-romaine.
« Ce village est ancien : un seigneur voué de Villers figure comme témoin dans la confirmation de la fondation de l'abbaye de Sainte-Marie-au-Bois sous Prény, par le duc Mathieu, en 1108. En 1406, le duc Charles II manda à plusieurs gentilshommes d'envoyer cent hommes de Vandières et de Villers au château de Prény pour le renforcer. En 1600, la seigneurie de Villers fut acquise par Salomon de Roussey, seigneur de Meuvre. Le droit de bourgeoisie dans ce village, était de 14 francs, celui de taverne de 10. Le droit de jauger les vins appartenait au roi. L'église de Villers a été construite en 1766. Il y a, sur le territoire de cette commune, une fontaine dite de Saint-Blaise, dont l'eau a, dit-on, la vertu de guérir la fièvre. » (Extrait de Le Département de la Meurthe. Statistique historique et administrative, par Henri Lepage - Reproduction en fac-similé de l'édition de Nancy 1843.- Berger-Levrault, 1978).
- Robert de Baudricourt (+1454), capitaine de Vaucouleurs, fut seigneur en partie de Villers-sous-Prény.
- Un éminent apiculteur, l'abbé Jean-Baptiste Voirnot fut curé de Villers de 1872 à 1900.
- Dès le début de la Première Guerre mondiale, ce village est occupé par les troupes allemandes qui fusilleront un jeune homme en même temps que le curé et quelques habitants du village voisin de Vandières ; les furieux combats du Bois-le-Prêtre se déroulent à proximité. En septembre 1918, lors de la réduction du saillant de Saint-Mihiel par les troupes américaines, la population civile est évacuée par l'occupant en Belgique dans la région de Tirlemont.
- Le 24 février 1944, vers 22 heures, un bombardier anglais Avro Lancaster s'écrase sur le territoire de la commune. Quatre des sept membres de l'équipage sont tués et reposent aujourd'hui dans le vieux cimetière du village. L'un des membres d'équipage, Mr Clifford Hopgood, enterré dans ce cimetière, a fait l'objet d'un article dans le Brisbane Courier Mail (Australie) concernant un arbre (Tree of Life) planté à sa mémoire. Cet article est paru dans le supplément du Courier Mail les 23-24 avril 2011 (http://www.couriermail.com.au/extras/qweekend/).
- En septembre-octobre 1944, le général américain George Patton a établi son quartier général dans ce village.

## Politique et administration
| Période                                  | Période  | Identité            | Étiquette | Qualité |
| ---------------------------------------- | -------- | ------------------- | --------- | ------- |
| Les données manquantes sont à compléter. |          |                     |           |         |
| 1599                                     | 1600     | Claudin Liegaulx    |           |         |
| 1688                                     |          | Nicolas Michon      |           |         |
| mars 2001                                | 2014     | Joël Serurier       |           |         |
| 2014                                     | mai 2020 | Jean-Pierre Bigel   |           |         |
| mai 2020                                 | En cours | Jean-Yves Heresbach |           |         |

## Population et société

### Démographie
L'évolution du nombre d'habitants est connue à travers les recensements de la population effectués dans la commune depuis 1793. Pour les communes de moins de 10 000 habitants, une enquête de recensement portant sur toute la population est réalisée tous les cinq ans, les populations de référence des années intermédiaires étant quant à elles estimées par interpolation ou extrapolation. Pour la commune, le premier recensement exhaustif entrant dans le cadre du nouveau dispositif a été réalisé en 2008.

En 2022, la commune comptait 330 habitants, en évolution de −5,17 % par rapport à 2016 (Meurthe-et-Moselle : −0,13 %, France hors Mayotte : +2,11 %).
| 1793 | 1800 | 1806 | 1821 | 1831 | 1836 | 1841 | 1846 | 1851 |
| ---- | ---- | ---- | ---- | ---- | ---- | ---- | ---- | ---- |
| 318  | 406  | 411  | 405  | 410  | 373  | 443  | 417  | 446  |

| 1856 | 1861 | 1872 | 1876 | 1881 | 1886 | 1891 | 1896 | 1901 |
| ---- | ---- | ---- | ---- | ---- | ---- | ---- | ---- | ---- |
| 394  | 398  | 354  | 360  | 342  | 363  | 343  | 316  | 321  |

| 1906 | 1911 | 1921 | 1926 | 1931 | 1936 | 1946 | 1954 | 1962 |
| ---- | ---- | ---- | ---- | ---- | ---- | ---- | ---- | ---- |
| 311  | 315  | 248  | 242  | 270  | 268  | 263  | 269  | 339  |

| 1968 | 1975 | 1982 | 1990 | 1999 | 2006 | 2008 | 2013 | 2018 |
| ---- | ---- | ---- | ---- | ---- | ---- | ---- | ---- | ---- |
| 284  | 297  | 344  | 352  | 340  | 345  | 347  | 348  | 343  |

| 2022 | - | - | - | - | - | - | - | - |
| ---- | - | - | - | - | - | - | - | - |
| 330  | - | - | - | - | - | - | - | - |

En 1710, il y avait 69 feux (par feux, il faut entendre ménage ou foyer).

### Manifestations culturelles et festivités
Fête patronale le 3 février (Saint-Blaise), déplacée au dernier dimanche d'avril. Les habitants sont surnommés les « Bians laous », soit « Loups blancs ».

## Culture locale et patrimoine

### Lieux et monuments
- Château maison seigneuriale XVIIIe siècle, avec colombier XVIIIe siècle.
- Fontaine-Lavoir (XIXe siècle).
- Monument aux morts (XXe siècle).
- Église paroissiale dédiée à saint Blaise (XVIIIe siècle).
- Monument de la Vierge (1946) du sculpteur Georges Acker (1905-1968).

### Héraldique, logotype et devise
| Blason de Villers-sous-Prény | Blason  | Écartelé de Lorraine, et d'azur à un M antique d'or accompagné de trois étoiles à six branches de même ; et sur le tout d'azur à la tour d'argent posée sur une terrasse de sinople. |
| Blason de Villers-sous-Prény | Détails | Les armes ducales nous indiquent que le duc de Lorraine était seigneur du lieu. La paroisse dépendait de l'Abbaye de Sainte-Marie-au-Bois, d'où le M antique et les étoiles. Pour respecter le nom de la commune, l'ensemble des deux blasons se trouve sous celui de Preny, qui représente une tour. Le statut officiel du blason reste à déterminer. |